# Gasconne
Gasconne je plemeno skotu pocházející z Francie.

## Historie plemene
Plemeno pochází z jihozápadní Francie z oblasti rozprostírající se od Středních Pyrenejí až do Garonské pánve. Vznik plemene se datuje do 16. století a je odvozován od šedého skotu, který byl chován v jižní a střední Evropě. Na jeho vznik působila migrace obyvatelstva společně ovlivněná alpskými, asijskými, iberskými i západními faktory. Vzniklo tak plemeno využívané pro trojstrannou užitkovost a kromě produkce mléka a masa se uplatňovalo jako tažný skot především v lesním hospodářství. To formovalo jeho utváření a tělesný rámec. Plemenná kniha byla založena již v roce 1894. Společně se změnami sociálně ekonomických podmínek v uplynulém století dochází k zaměření plemene na jednostrannou masnou užitkovost.

## Rozšíření plemene
Plemeno gasconne se v uplynulém čtvrtstoletí poměrně úspěšně rozšířilo z oblasti středních Pyrenejí a Languedoc-Roussillon do téměř všech francouzských departementů, uplatnění nalezlo na Korsice i v jižních Alpách. V Evropě je dále chováno ve Spojeném království, na polderech v Nizozemsku, na suchých pláních Španělsku i v České republice. Ve světě nalezlo uplatnění v Chile a v Paraguayi i v podmínkách rovníkového pralesa ve Francouzské Guayaně.

## Charakteristika plemene
Zvířata mají plášťově šedou až stříbrnou srst, telata se rodí v barvě bílé kávy a během prvního půl roku života přebarvují. Černé sliznice poskytují zvířatům toleranci ke slunečnímu záření a zabraňují přenosu infekční keratokonjuktivitidy skotu. Plemeno je středního až velkého tělesného rámce s průměrnými hmotnostmi krav 660–720 kg a 1000 kg u býků. Jalovice jsou poprvé zapouštěny obvykle ve věku 24 až 28 měsíců. Velmi tvrdé podmínky oblasti původu daly plemeni vlastnosti, jako je odolnost vůči extrémnímu klimatu a změnám ve výživě, schopnost pást se i na chudé vegetaci na strmých svazích hor, dobré končetiny umožňující zvířatům překonávat velké vzdálenosti nepříznivým terénem. Pro tyto vlastnosti je gasconne zařazováno do skupiny rustikálních plemen. V zemi původu jsou v letním období běžně na pastvu vyháněna i stáda čítající více než tisíc kusů. K dalším přednostem plemene patří i velmi snadné telení, mateřské vlastnosti, dlouhověkost a ovladatelnost, vlastnosti důležité především v extenzivních systémech. Plemeno se s úspěchem využívá i v křížení a to jak v mateřské, tak i otcovské pozici, bez rizika zvýšených komplikací při telení a s velmi dobrým osvalením potomstva. Čistokrevní býci při intenzivním výkrmu dosahují přírůstků 1400 až 1800 gramů za den a lze je vykrmovat do hmotnosti 600 až 700 kg, bez nebezpečí nadměrného ukládání tuku. Ve srovnání s dalšími plemeny vynikají jateční býci poměrně vysokou jatečnou výtěžností (60–62 %) a také nízkým podílem oddělitelného tuku z jatečné půlky.
Kulinární kvalita masa splňuje požadavky vysoce náročné francouzské kuchyně, což dokládá přidělení ochranné obchodní známky Label Rouge.